# Polyommatus legeri
Polyommatus legeri är en fjärilsart som beskrevs av Freyer 1830. Polyommatus legeri ingår i släktet Polyommatus och familjen juvelvingar. Inga underarter finns listade i Catalogue of Life.